# 拉什克利夫 (英國國會選區)

選區在諾丁漢郡的位置

拉什克利夫（英語：Rushcliffe），英國國會一郡選區，位於諾丁漢郡南部，包括拉什克利夫南部。
本區始設於1885年。被視為保守黨的安全選區，在1950年後工黨只勝出兩次。保守黨的現任議員祁淦禮（Kenneth Clarke）更加在當區長期當選達40多年，被稱為「下議院之父」。直至2019年，祁淦禮因為阻止莊漢生的無協議脫歐計劃而被開除黨籍，隨後他宣佈不再連任議員，在2019年英國大選，此選區繼續由保守黨的候選人當選。